# Signiphora coleoptrata
Signiphora coleoptrata is een vliesvleugelig insect uit de familie Signiphoridae. De wetenschappelijke naam is voor het eerst geldig gepubliceerd in 1953 door Kerrich.